# Pékin Express : La Route des tribus légendaires
Pékin Express : La Route des tribus légendaires est la 20e édition (toutes saisons confondues) de Pékin Express, émission de télévision franco-belgo-luxembourgeoise de téléréalité, diffusée chaque semaine sur M6, à partir du 16 janvier 2025. Elle est présentée par Stéphane Rotenberg, désigné comme directeur de course.
Les binômes de cette saison ont dû rejoindre Johannesbourg au Afrique du Sud, en partant du lac Duluti en Tanzanie et en passant par le Mozambique et le Lesotho. Cette saison est également marquée par le retour du « passager mystère », une célébrité venue aider ou handicaper un binôme le temps d'un épisode.

## Production et organisation
Cette année, la production a reçu près de 40 000 candidatures, limite à laquelle elle se contraint pour pouvoir les traiter, jusqu'à 90 000 candidatures avaient été reçues post-covid.

## Principe
Comme pour chaque saison de Pékin Express, chaque équipe gère un budget équivalant à un euro par jour et par personne. Cet argent est alloué à l'achat de nourriture et doit être utilisé uniquement pendant les heures de course. Pour leur progression, les équipes doivent pratiquer l'auto-stop, et se faire offrir le gîte et le couvert la nuit tombée. Chaque équipe se voit attribuer une balise leur permettant d'être notifiés du début et de la fin de la course. Cette balise doit être remise à Stéphane Rotenberg, le directeur de la course, action marquant alors la fin de l'aventure.

### Règles habituelles

#### Le Trek
Les candidats croisent alors le panneau voiture interdite et vont devoir se lancer dans une randonnée au bout de laquelle se trouve généralement l'arrivée. Toutefois, pour corser le tout, une contrainte supplémentaire est ajoutée, pour compliquer davantage la difficulté déjà présente dans le Trek. Dès le premier épisode les candidats ont dû effectuer un trek de quatre kilomètres entre l'aéroport d'arrivée et le lac Duluti, le tout en portant leurs valises.

#### Le Drapeau rouge
Cette année, le drapeau rouge fait son apparition lors de la troisième étape. L'équipe qui détient ce drapeau peut arrêter les équipes de son choix, autant de fois qu'elle le souhaite, jusqu'à la fin de l'étape, pendant 15 minutes.

#### Le Drapeau noir
L'équipe qui détient le drapeau noir pendant plus de deux heures, ou qui termine l'étape avec ira obligatoirement au duel final. Cette année le drapeau noir est intervenu dès le premier épisode et c'est Mattéo et Esmeralda qui finissent derniers en possession du drapeau. Il réitèrent l'expérience lors du dixième épisode.

#### Équipes mixées
Lors d'une partie de l'étape du soir les équipes sont mélangées, créant de nouveaux binômes. Cette règle intervient lors de l'étape 8 de cette saison, les candidats créant les nouveaux binômes en visant des tirelires avec des pièces. Les duos ainsi formés sont les suivants : Eva et Patricia, Lionel et Judith, Étienne et Cécile, Marion et Amandine, Adrien et Esméralda, Mattéo et Alison,.

#### Équipes divisées
Lors de la deuxième partie de l'étape les équipes sont divisées, l'un faisant le stop jusqu'à l'arrivée pour essayer de remporter l'amulette et l'autre participant à l'épreuve permettant d'immuniser son binôme. Cette règle intervient lors de l'étape 9 et les rôles sont les suivants : Marion, Adrien, Judith, Alison et Esmeralda participent à l'épreuve d'immunité, pendant que Cécile, Patricia, Étienne, Amandine et Mattéo font le stop jusqu'à l'arrivée.

### Nouveautés
- Passagers mystères : Cette année la règle de la saison 8 du « passager mystère » est de retour : « une personnalité accompagnera un binôme dont elle aura le sort entre les mains », « cette personnalité devra faire du stop à leur place, trouver un hébergement à leur place et participer aux épreuves à leur place. Et donc évidemment, cela va venir bouleverser la compétition », ont déclaré Stéphane Rotenberg et Thierry Guillaume[9]. Cette saison comptera Yoann Riou, Bruno Solo, Élodie Gossuin, Ryad et Louison, Glenn Viel et Norbert Tarayre[9].

## Le parcours
| Étapes | Pays                   | Parcours | Duel final                                        | Kilomètres |
| ------ | ---------------------- | --- | ------------------------------------------------- | ---------- |
| 1      | Tanzanie               | Lac Duluti - Matadi - Sanya Juu - Karatu | Karatu (Wa Karatu Mijni - Mambo Café)             | 325 km     |
| 2      | Tanzanie               | Cratère du Ngorongoro - Mbuyu Wa Mjerumani - Babati - Dodoma | Dodoma (St-John's University - Saba Saba Market)  | 440 km     |
| 3      | Tanzanie               | Dodoma - Kibwe - Morogoro - Dar es Salam | Dar es Salam (Coco Beach - Marché aux poissons)   | 440 km     |
| 4      | Tanzanie               | Forodhani - Kendwa - Mkokotoni - Kizimbani - Jambiani - Dimbani - Zanzibar | Zanzibar (Ruines de Mahurubi - Stone Town)        | 240 km     |
| 5      | Mozambique             | Vilankulo - Maxixe - Inhambane - Barra - Xai-Xai | Xai-Xai (Église catholique - Restaurant Pelapane) | 525 km     |
| 6      | Mozambique             | Xai-Xai - Bilene - Maputo | Maputo (Cathédrale - Marché central)              | 285 km     |
| 7      | Mozambique             | Maputo (Église San Antonio - Stade de Zimpeto - Forteresse - Arènes - Mafalala - Gare) - Ponta do Ouro | Ponta do Ouro (Plage - Hauteurs)                  | 180 km     |
| 8      | Afrique du Sud Lesotho | Durban - Bergville - Clarens - Maseru | Maseru (Makoanyane Square - Rocher du Lion)       | 400 km     |
| 9      | Lesotho                | Thaba Bosiu - Thaba-Tseka - Butha-Buthe - Qalo | Butha-Buthe - Qalo                                | 375 km     |
| 10     | Afrique du Sud         | Bethlehem - Cullinan - Pilgrim's Rest | Pilgrim's Rest (Central Garage - Reduction Work)  | 645 km     |
| 11     | Afrique du Sud         | Pilgrim's Rest - Graskop - The Oaks - Blyde River Canyon - Sabie - Machadodorp - Witbank - Pretoria (Union Buildings) | Aucun                                             | 495 km     |
| 12     | Afrique du Sud         | Johannesbourg 1re course : Constitution Hill - Soweto Tower - Museum Africa 2e course : Museum Africa - Hartbeespoort - Walter Sisulu National Botanical Garden 3e course : Turbine Hall - Église Regina Mundi - National Museum of Military History Sprint final : City Hall - Musée de l'apartheid - Mosquée Nizamiye - Voortrekker Monument (Pretoria) | Aucun                                             | 280 km     |

## Les candidats et les résultats

### Les candidats
| #  | Binôme, | Binôme,    | Âge    | Localisation | Localisation               | Lien                               | Statut et période     |
| -- | ------- | ---------- | ------ | ------------ | -------------------------- | ---------------------------------- | --------------------- |
| 1  | ♀       | Cécile     | 27 ans | France       | Paris                      | Les étudiantes                     | Vainqueurs (Étape 12) |
| 1  | ♀       | Marion     | 21 ans | France       | Paris                      | Les étudiantes                     | Vainqueurs (Étape 12) |
| 2  | ♂       | Étienne    | 27 ans | France       | Lille                      | Les tourtereaux du nord            | Finalistes (Étape 12) |
| 2  | ♀       | Judith     | 26 ans | France       | Lille                      | Les tourtereaux du nord            | Finalistes (Étape 12) |
| 3  | ♀       | Patricia   | 58 ans | France       |                            | Les amis avec 30 ans d'écart       | Éliminés (étape 11)   |
| 3  | ♂       | Adrien     | 30 ans | France       |                            | Les amis avec 30 ans d'écart       | Éliminés (étape 11)   |
| 4  | ♂       | Mattéo     | 22 ans | Belgique     | Grâce-Hollogne et Verviers | Les cousins belges inséparables    | Éliminés (étape 10)   |
| 4  | ♀       | Esmeralda  | 22 ans | Belgique     | Grâce-Hollogne et Verviers | Les cousins belges inséparables    | Éliminés (étape 10)   |
| 5  | ♀       | Amandine   | 32 ans | France       | Troyes                     | Les mamans jumelles                | Éliminées (étape 9)   |
| 5  | ♀       | Alison     | 32 ans | France       | Troyes                     | Les mamans jumelles                | Éliminées (étape 9)   |
| 6  | ♂       | Lionel     | 53 ans | France       | Champagney                 | Le père et la fille Francs-Comtois | Éliminés (étape 8)    |
| 6  | ♀       | Eva        | 21 ans | France       | Champagney                 | Le père et la fille Francs-Comtois | Éliminés (étape 8)    |
| 7  | ♂       | Moâde      | 30 ans | Luxembourg   | Luxembourg                 | Le binôme d'inconnus               | Éliminés (étape 7)    |
| 7  | ♂       | Ludovic    | 34 ans | France       | Arras                      | Le binôme d'inconnus               | Éliminés (étape 7)    |
| 8  | ♂       | Max        | 39 ans | France       | Toulouse                   | Le couple Internet                 | Éliminés (étape 5)    |
| 8  | ♀       | Hélène     | 37 ans | France       | Toulouse                   | Le couple Internet                 | Éliminés (étape 5)    |
| 9  | ♂       | William    | 56 ans | France       | Toulouse                   | Les frères Aveyronnais             | Éliminés (étape 3)    |
| 9  | ♂       | Christophe | 54 ans | France       | Toulouse                   | Les frères Aveyronnais             | Éliminés (étape 3)    |
| 10 | ♂       | Otis       | 19 ans | France       |                            | Les copains geeks                  | Éliminés (étape 2)    |
| 10 | ♂       | Enzo       | 19 ans | France       |                            | Les copains geeks                  | Éliminés (étape 2)    |

### Progression des candidats
| Étape                                         | Étape | Binômes participants                                                                                                | Lieu                                             | Immunisés                                        |
| --------------------------------------------- | ----- | --- | ------------------------------------------------ | ------------------------------------------------ |
| Drapeau de la Tanzanie                        | 1     | Moâde et Ludovic - Étienne et Judith - Cécile et Marion                                                             | Matadi                                           | Étienne et Judith                                |
| Drapeau de la Tanzanie                        | 2     | Moâde et Ludovic - Amandine et Alison - Max et Hélène - Étienne et Judith                                           | Lac Burungi                                      | Étienne et Judith                                |
| Drapeau de la Tanzanie                        | 3     | Max et Hélène - Cécile et Marion - Lionel et Eva - Amandine et Alison                                               | Kibwe                                            | Lionel et Eva                                    |
| Drapeau de la Tanzanie                        | 4     | Étape des intouchables, pas d'épreuve d'immunité                                                                    | Étape des intouchables, pas d'épreuve d'immunité | Étape des intouchables, pas d'épreuve d'immunité |
| Drapeau du Mozambique                         | 5     | Lionel et Eva - Moâde et Ludovic - Mattéo et Esmeralda                                                              | Plage de Barra                                   | Moâde et Ludovic                                 |
| Drapeau du Mozambique                         | 6     | Cécile et Marion - Amandine et Alison - Mattéo et Esmeralda                                                         | Praia do Bilene                                  | Mattéo et Esmeralda                              |
| Drapeau du Mozambique                         | 7     | Étape des sprints, pas d'épreuve d'immunité                                                                         | Étape des sprints, pas d'épreuve d'immunité      | Étape des sprints, pas d'épreuve d'immunité      |
| Drapeau d'Afrique du Sud · Drapeau du Lesotho | 8     | Amandine et Alison - Lionel et Eva - Patricia et Adrien                                                             | Bergville                                        | Amandine et Alison                               |
| Drapeau du Lesotho                            | 9     | Marion - Judith - Adrien - Esmeralda - Alison                                                                       | Thaba-Tseka                                      | Étienne et Judith                                |
| Drapeau d'Afrique du Sud                      | 10    | Marion et Cécile - Patricia et Adrien - Étienne et Judith (Épreuve spéciale pour remporter un avantage stratégique) | Gorges de Muningi                                | Patricia et Adrien                               |

| ► Étape               | Drapeau de la Tanzanie | Drapeau de la Tanzanie | Drapeau de la Tanzanie | Drapeau de la Tanzanie | Drapeau du Mozambique | Drapeau du Mozambique | Drapeau du Mozambique | Drapeau d'Afrique du Sud · Drapeau du Lesotho | Drapeau du Lesotho      | Drapeau d'Afrique du Sud | Drapeau d'Afrique du Sud | Drapeau d'Afrique du Sud | Drapeau d'Afrique du Sud | Bilan à l'issue de la demi-finale                                           |
| ▼ Candidats           | 1                      | 2                      | 3                      | 4                      | 5                     | 6                     | 7                     | 8                                             | 9                       | 10                       | 11                       | 11                       | 11                       | Bilan à l'issue de la demi-finale                                           |
| ▼ Candidats           | 1                      | 2                      | 3                      | 4                      | 5                     | 6                     | 7                     | 8                                             | 9                       | 10                       | S1                       | S2                       | S3                       | Bilan à l'issue de la demi-finale                                           |
| --------------------- | ---------------------- | ---------------------- | ---------------------- | ---------------------- | --------------------- | --------------------- | --------------------- | --------------------------------------------- | ----------------------- | ------------------------ | ------------------------ | ------------------------ | ------------------------ | --------------------------------------------------------------------------- |
| Cécile et Marion      | 3es                    | 3es                    | 2es                    | Intouchables (3es)     | 3es                   | 1ers                  | 5es                   | 1ers                                          | 1ers                    | 3es                      | 1ers                     | 2es                      | 1ers                     | 45 000 €                                                                    |
| Cécile et Marion      | 3es                    | 3es                    | 2es                    | Intouchables (3es)     | 3es                   | sans cadre            | 5es                   | sans cadre                                    | sans cadre              | 3es                      | sans cadre               | 2es                      | sans cadre               | sans cadre · sans cadre · sans cadre · sans cadre · sans cadre              |
| Étienne et Judith     | Immunisés (9es)        | Immunisés (2es)        | 4es                    | Intouchables (1ers)    | 2es                   | 3es                   | 4es                   | 3es                                           | Immunisés (4es)         | 2es                      | 2es                      | 1ers                     | 2es                      | 55 000 €                                                                    |
| Étienne et Judith     | Immunisés (9es)        | Immunisés (2es)        | 4es                    | Intouchables (1ers)    | 2es                   | 3es                   | 4es                   | 3es                                           | Immunisés (4es)         | 2es                      | 2es                      | sans cadre               | 2es                      | sans cadre · sans cadre · sans cadre · sans cadre · sans cadre · sans cadre |
| Patricia et Adrien    | 6es                    | 6es                    | 3es                    | 4es                    | 1ers                  | 4es                   | Qualifiés (3es)       | 6es                                           | 5es                     | 1ers                     | 3es                      | 3es                      | 3es                      | Éliminés (étape 11)                                                         |
| Patricia et Adrien    | 6es                    | 6es                    | 3es                    | 4es                    | sans cadre            | 4es                   | Qualifiés (3es)       | 6es                                           | sans cadre · sans cadre | sans cadre · sans cadre  | NE                       | NE                       | E                        | Éliminés (étape 11)                                                         |
| Mattéo et Esmeralda   | 8es                    | 4es                    | 1ers                   | 8es                    | 6es                   | Immunisés (6es)       | Qualifiés (1ers)      | 2es                                           | 3es                     | 4es (E)                  | Éliminés (étape 10)      | Éliminés (étape 10)      | Éliminés (étape 10)      | Éliminés (étape 10)                                                         |
| Mattéo et Esmeralda   | 8es                    | 4es                    | sans cadre             | 8es                    | 6es                   | Immunisés (6es)       | Qualifiés (1ers)      | 2es                                           | 3es                     | 4es (E)                  | Éliminés (étape 10)      | Éliminés (étape 10)      | Éliminés (étape 10)      | Éliminés (étape 10)                                                         |
| Amandine et Alison    | 1ers                   | 1ers                   | 9es                    | Intouchables (2es)     | 4es                   | 2es                   | 6es                   | Immunisés (5es)                               | 2es (E)                 | Éliminées (étape 9)      | Éliminées (étape 9)      | Éliminées (étape 9)      | Éliminées (étape 9)      | Éliminées (étape 9)                                                         |
| Amandine et Alison    | sans cadre             | sans cadre             | 9es                    | Intouchables (2es)     | 4es                   | 2es                   | 6es                   | Immunisés (5es)                               | 2es (E)                 | Éliminées (étape 9)      | Éliminées (étape 9)      | Éliminées (étape 9)      | Éliminées (étape 9)      | Éliminées (étape 9)                                                         |
| Lionel et Eva         | 4es                    | 7es                    | Immunisés (8es)        | 7es (NE)               | 5es                   | 5es (NE)              | Qualifiés (2es)       | 4es (E)                                       | Éliminés (étape 8)      | Éliminés (étape 8)       | Éliminés (étape 8)       | Éliminés (étape 8)       | Éliminés (étape 8)       | Éliminés (étape 8)                                                          |
| Moâde et Ludovic      | 2es                    | 8es                    | 5es                    | 6es                    | Immunisés (8es)       | 7es                   | 7es (E)               | Éliminés (étape 7)                            | Éliminés (étape 7)      | Éliminés (étape 7)       | Éliminés (étape 7)       | Éliminés (étape 7)       | Éliminés (étape 7)       | Éliminés (étape 7)                                                          |
| Max et Hélène         | Qualifiés (HC)         | 5es                    | 6es                    | 5es                    | 7es (E)               | Éliminés (étape 5)    | Éliminés (étape 5)    | Éliminés (étape 5)                            | Éliminés (étape 5)      | Éliminés (étape 5)       | Éliminés (étape 5)       | Éliminés (étape 5)       | Éliminés (étape 5)       | Éliminés (étape 5)                                                          |
| William et Christophe | 5es                    | 9es                    | 7es (E)                | Éliminés (étape 3)     | Éliminés (étape 3)    | Éliminés (étape 3)    | Éliminés (étape 3)    | Éliminés (étape 3)                            | Éliminés (étape 3)      | Éliminés (étape 3)       | Éliminés (étape 3)       | Éliminés (étape 3)       | Éliminés (étape 3)       | Éliminés (étape 3)                                                          |
| Otis et Enzo          | 7es (NE)               | 10es (E)               | Éliminés (étape 2)     | Éliminés (étape 2)     | Éliminés (étape 2)    | Éliminés (étape 2)    | Éliminés (étape 2)    | Éliminés (étape 2)                            | Éliminés (étape 2)      | Éliminés (étape 2)       | Éliminés (étape 2)       | Éliminés (étape 2)       | Éliminés (étape 2)       | Éliminés (étape 2)                                                          |

- La mention (E) signifie que le binôme a perdu le duel final et que l'étape était éliminatoire.
- La mention (NE) signifie que le binôme a perdu le duel final mais que l'étape était non-éliminatoire.
- Un classement encadré en rouge signifie que le binôme s'est présenté en dernière position face à Stéphane, et a donc du choisir un binôme à affronter pour le duel final.

| Étape                                         | Étape | Binômes participants | Binômes participants  | Lieu                              | Éliminés              |
| Étape                                         | Étape | Derniers de l'étape  | Adversaires           | Lieu                              | Éliminés              |
| --------------------------------------------- | ----- | -------------------- | --------------------- | --------------------------------- | --------------------- |
| Drapeau de la Tanzanie                        | 1     | Mattéo et Esmeralda  | Otis et Enzo          | Mambo Café, Karatu                | Non-éliminatoire      |
| Drapeau de la Tanzanie                        | 2     | Otis et Enzo         | Patricia et Adrien    | Saba Saba Market, Dodoma          | Otis et Enzo          |
| Drapeau de la Tanzanie                        | 3     | Amandine et Alison   | William et Christophe | Marché aux poissons, Dar es Salam | William et Christophe |
| Drapeau de la Tanzanie                        | 4     | Mattéo et Esmeralda  | Lionel et Eva         | Stone Town, Zanzibar              | Non-éliminatoire      |
| Drapeau du Mozambique                         | 5     | Max et Hélène        | Cécile et Marion      | Restaurant Pelapane, Xai-Xai      | Max et Hélène         |
| Drapeau du Mozambique                         | 6     | Moâde et Ludovic     | Lionel et Eva         | Marché central, Maputo            | Non-éliminatoire      |
| Drapeau du Mozambique                         | 7     | Moâde et Ludovic     | Étienne et Judith     | Ponta do Ouro                     | Moâde et Ludovic      |
| Drapeau d'Afrique du Sud · Drapeau du Lesotho | 8     | Patricia et Adrien   | Lionel et Eva         | Rocher du Lion, Maseru            | Lionel et Eva         |
| Drapeau du Lesotho                            | 9     | Patricia et Adrien   | Amandine et Alison    | Qalo                              | Amandine et Alison    |
| Drapeau d'Afrique du Sud                      | 10    | Mattéo et Esméralda  | Étienne et Judith     | Reduction Work, Pilgrim's Rest    | Mattéo et Esméralda   |

| Cécile et Marion  | 45 000 € | 1res     | 1res     | 2es      | 1res     |
| Cécile et Marion  | 45 000 € | 51 710 € | 66 010 € | 4 900 €  | 4 900 €  |
| Étienne et Judith | 55 000 € | 2es      | 2es      | 1ers     | 2es      |
| Étienne et Judith | 55 000 € | 48 290 € | 33 990 € | 95 100 € | 95 100 € |

## Qui peut battre Ryad et Louison?
Après deux saisons, le format Debrief Express disparaît au profit du programme Qui peut battre Ryad et Louison ?. En deuxième partie de soirée les recordmen de victoires en duel final défieront, dans une série de face-à-face d'une quarantaine de minutes, les binômes emblématiques qui ont marqué les 20 ans de l'émission. L'émission est aussi l'occasion de diffuser des images inédites de l'épisode de la semaine, ou encore Péquins Moyens le résumé parodique de la course.
| Étapes | Pays           | Adversaires                                                                     | Épreuve 1                                                                                  | Épreuve 2 | Parcours et distance                                                                         | Vainqueurs                    |
| ------ | -------------- | ------------------------------------------------------------------------------- | ------------------------------------------------------------------------------------------ | --- | -------------------------------------------------------------------------------------------- | ----------------------------- |
| 1      | Tanzanie       | Ludovic et Samuel (La Route des grands fauves - Le Passager mystère)            | Récupérer du café en se déplaçant en toiles de jute et le moudre                           | Faire du café et le faire boire à trois personnes différentes                                                                     | Karatu (KKKT Usharika - Ngorongoro Farm House - Mambo Café) 24 km                            | Ludovic et Samuel             |
| 2      | Tanzanie       | Lucas et Nicolas (Sur les terres de l'aigle royal)                              | Cueillir du raisin et le presser jusqu'à obtenir suffisamment de jus                       | Trouver deux locaux habillés aux couleurs du drapeau de la Tanzanie et les convaincre de venir jusqu'à la Saint John's University | Dodoma (St John's Univeristy - Dodomya Estate) 10 km                                         | Ryad et Louison (3e victoire) |
| 3      | Tanzanie       | Jean-Claude et Axel (Sur les terres de l'aigle royal - L'Épopée des Maharadjas) | Trouver les douze lettres de Pékin Express dans un jeu de jenga                            | Se faire offrir un poisson d'au moins 15 cm                                                                                       | Dar es Salam (Coco Beach - Makonde - Don Bosco Stadium) 26 km                                | Ryad et Louison (3e victoire) |
| 4      | Tanzanie       | Aurore et Jonathan (La Route des 3 continents)                                  | Lancer six balles de ping-pong dans des gobelets posés sur la tête de son partenaire       | Chanter We Will Rock You pendant une minute en se faisant accompagner par le rythme de 10 locaux                                  | Zanzibar (Muhurubi - Cape Town Fish Market - Freddie Mercury House) 8 km                     | Ryad et Louison (3e victoire) |
| 5      | Mozambique     | Florian et Gabriel (La Course infernale)                                        | Réussir une partie de cheia                                                                | Identifier, retrouver et prendre une photo avec Isaac Matus                                                                       | Xai-Xai (Église catholique - Centre de formation des professeurs - École secondaire Joachim) | Florian et Gabriel            |
| 6      | Mozambique     | Romain et Laura (Sur les traces du tigre d'or)                                  | Marquer deux buts face à l'équipe adverse lors d'un match de football en auto tamponeuses. | Mettre du vernis à ongles pendant 3 minutes à 3 personnes.                                                                        | Maputo (Cathédrale - Feira popular - Museum d'histoire naturelle) 9,4 km                     | Ryad et Louison (5e victoire) |
| 7      | Mozambique     | Étienne et Vanessa (Sur les terres de l'aigle royal)                            | Marquer 5 points en tirant au paintball sur une cible                                      | Trouver un sud-africain | Ponta do Ouro (Plage - École communale Garça Machel - Car Wash) 13 km                        | Ryad et Louison (5e victoire) |
| 8      | Lesotho        | Xavier et Céline (Le Choix secret)                                              | Accrocher à l'aveugle un chapeau basotho précis sur un poteau précis                       | Trouver un drapeau du Lesotho et se le faire offrir                                                                               | Maseru (Square Makoanyane - Mosquée Masjid E Al Huda - Zone industrielle) 5 km               | Xavier et Céline              |
| 9      | Lesotho        | Pauline et Aurélie (La Route des Incas - Retour sur la route mythique)          | Retenir et répéter une phrase en sotho                                                     | Trouver du letsoku et en appliquer sur tout le visage                                                                             | Butha-Buthe (Église Saint-Paul - École primaire - Croisement Likila Road / Main Road) 6 km   | Ryad et Louison (8e victoire) |
| 10     | Afrique du Sud | Thomas et Mathieu (La Route des 50 volcans - Retour sur la route mythique)      | Trouver 10 pépites d'or et déchiffrer le code d'un coffre fort                             | Se faire offrir une tasse de rooibos                                                                                              | Pilgrim's Rest (Central Garage - View Point - Reduction Works) 16 km                         | Ryad et Louison (8e victoire) |
| 11     | Afrique du Sud | Julie et Denis (Le Coffre Maudit - Retour sur la route mythique)                | Faire un puzzle géant représentant les armoiries de l'Afrique du Sud                       | Trouver un ballon de rugby et faire des passer pendant deux minutes avec deux locaux                                              | Johannesbourg (Beyers Naudé Square - Constitution Hill - Newtown Park) 11 km                 | Ryad et Louison (8e victoire) |

## Audiences et diffusion
En France, l'émission est diffusée sur M6, les jeudis, à partir du 16 janvier 2025. Un épisode dure environ 2 h 10 (publicités incluses), soit une diffusion de 21 h 10 à 23 h 20.
| Épisode | Jour et horaire de diffusion    | Nombre de téléspectateurs | Part de marché  | Part de marché | Classement des audiences | Réf.   |
| Épisode | Jour et horaire de diffusion    | Nombre de téléspectateurs | (4 ans et plus) | (FRDA-50)      | Classement des audiences | Réf.   |
| ------- | ------------------------------- | ------------------------- | --------------- | -------------- | ------------------------ | ------ |
| 1       | 16 janvier 2025 (21:10 - 23:30) | 1 903 000                 | 9,7 %           | 19,5 %         | 4e                       | [ 31 ] |
| 1       | 16 janvier 2025 (21:10 - 23:30) | 1 480 000                 | 11,1 %          | 21,4 %         | 4e                       | [ 31 ] |
| 2       | 23 janvier 2025 (21:10 - 23:30) | 1 924 000                 | 9,8 %           | 19,3 %         | 3e                       | [ 32 ] |
| 2       | 23 janvier 2025 (21:10 - 23:30) | 1 460 000                 | 11,8 %          | 22 %           | 3e                       | [ 32 ] |
| 3       | 30 janvier 2025 (21:10 - 23:40) | 1 693 000                 | 8,9 %           | 19,6 %         | 3e                       | [ 33 ] |
| 3       | 30 janvier 2025 (21:10 - 23:40) | 1 210 000                 | 10,4 %          | 19,7 %         | 3e                       | [ 33 ] |
| 4       | 6 février 2025 (21:10 - 23:35)  | 1 536 000                 | 7,7 %           | 17,1 %         | 4e                       | [ 34 ] |
| 4       | 6 février 2025 (21:10 - 23:35)  | 1 290 000                 | 9,8 %           | 18,4 %         | 4e                       | [ 34 ] |
| 5       | 15 février 2025 (21:10 - 23:25) | 1 449 000                 | 8 %             | 16,2 %         | 4e                       | [ 35 ] |
| 5       | 15 février 2025 (21:10 - 23:25) | 989 000                   | 7,7 %           | 12,5 %         | 4e                       | [ 35 ] |
| 6       | 20 février 2025 (21:10 - 23:35) | 1 564 000                 | 8,3 %           | 15 %           | 4e                       | [ 36 ] |
| 6       | 20 février 2025 (21:10 - 23:35) | 1 240 000                 | 10,3 %          | 14,9 %         | 4e                       | [ 36 ] |
| 7       | 27 février 2025 (21:10 - 23:35) | 1 320 000                 | 6,8 %           | 11 %           | 5e                       | [ 37 ] |
| 7       | 27 février 2025 (21:10 - 23:35) | 1 060 000                 | 7 %             | 11,4 %         | 5e                       | [ 37 ] |
| 8       | 6 mars 2025 (21:10 - 23:35)     | 1 480 000                 | 8,1 %           | 14,6 %         | 4e                       | [ 38 ] |
| 8       | 6 mars 2025 (21:10 - 23:35)     | 1 060 000                 | 9,3 %           | 15,5 %         | 4e                       | [ 38 ] |
| 9       | 13 mars 2025 (21:10 - 23:35)    | 1 520 000                 | 8 %             | 14,7 %         | 4e                       | [ 39 ] |
| 9       | 13 mars 2025 (21:10 - 23:35)    | 1 190 000                 | 9,5 %           | 15,7 %         | 4e                       | [ 39 ] |
| 10      | 20 mars 2025 (21:10-23:35)      | 1 319 000                 | 7,2%            | 12,8%          |                          |        |
| 10      | 20 mars 2025 (21:10-23:35)      | 1 086 000                 | 9,1%            | 15%            |                          |        |
| 11      | 27 mars 2025 (21:10-23:35)      | 1 342 000                 | 7,5%            | 15,2%          |                          | 39     |
| 11      | 27 mars 2025 (21:10-23:35)      | 1 165 000                 | 9,9%            | 17,4%          |                          | 39     |
| 12      | 5 avril 2025 (21:10-23:35)      | 1 117 000                 | 6,6 %           | 14,6 %         |                          |        |
| 12      | 5 avril 2025 (21:10-23:35)      | 1 030 000                 | 8,2%            | 17,6%          |                          |        |
|         |                                 |                           |                 |                |                          |        |

Légende :
- plus hauts scores d'audiences
- plus bas scores d'audiences

En Belgique, l'émission est diffusée sur RTL club, les samedis, à partir du 18 janvier 2025. Un épisode dure environ 2 h 10 (publicités incluses), soit une diffusion de 20 h 05 à 22 h 15.
| Épisode | Jour et horaire de diffusion     | Nombre de téléspectateurs | Classement des audiences |
| ------- | -------------------------------- | ------------------------- | ------------------------ |
| 1       | 18 janvier 2025 (20:05 - 22:15)  | 142 000                   | 2e                       |
| 2       | 25 janvier 2025 (20:05 - 22:15)  | 142 440                   | 2e                       |
| 3       | 1er février 2025 (20:05 - 22:15) | 127 320                   | 3e                       |
| 4       | 8 février 2025 (20:05 - 22:15)   | 67 570                    | 4e                       |
| 5       | 17 février 2025 (20:05 - 22:15)  | à venir                   | à venir                  |